# Десант у Кілію-Нову
Десант у Кілію-Нову — операція, здійснена силами радянської Дунайської військової флотилії у часі Другої Яссько-Кишинівської операції, є складовою німецько-радянської війни.

## Короткі відомості
Під час Яссько-Кишинівської операції, що почалася 20 серпня 1944 року, війська Третього Українського фронту, котрими командував маршал СРСР Федір Толбухін, подолали оборону німецько-румунських військ по річці Дністер групи армій «Південна Україна» — командував генерал Йоханес Фріснер. 23 й 24 серпня до річки Прут виходять танкові з'єднання Другого та Третього Українського фронтів. Після того радянські підрозділи оточують та ліквідовують великі угрупування противника під Яссами та 24 серпня Кишиневом — п'ять армійських корпусів 6-ї й 8-ї армій та швидким наступом вступають на територію Румунії.
Частини радянської Дунайської військової флотилії, котрою керував контр-адмірал Сергій Горшков, входять до вод Дунаю і рухаються уверх по течії, з півночі ж до міста Кілія-Нова підходять підрозділи радянської 46-ї армії (командир — генерал Іван Шльомін), що переслідували розбиті сили 3-ї румунської армії — командував армійський генерал Петре Думітреску. Німецькі частини, що були в складі 3-ї румунської армії, намагаються прорватися по Кундуцькій косі на захід.
Радянське командування приймає рішення висадити в Кілії-Новій — на північному березі Кілійського гирла Дунаю — Кілія-Стара знаходилася на південному березі, котра мала важливе оперативне значення, висадити річковий десант та зайняти місто — спільним ударом десанту та військ із суші. До складу десанту виділяються бійці із 384-го окремого батальйону морської піхоти та 613-та окрема штрафна рота Чорноморського флоту, загальне керівництвом десантом здійснював командир 384-го батальйону майор Федір Котанов.
У ніч на 25 серпня 5 артилерійських катерів Дунайської військової флотилії (командир — каперанг Павло Державін) із Вилкового направляються до Кілії-Нової з десантниками. Близько 4-ї ранку катери з десантниками підходять до Кілії-Нової, розпочинається десантування. При висадці та просуванні від берега вглиб зав'язується запеклий бій з румунськими вояками, з усіх артилерійських катерів вівся гарматний та кулеметний вогонь на підтримку десантників, знищено вогневі точки противника. Бій тривалим не був — переважна більшість румунського вояцтва була деморалізована поразками на фронті та відомостями про державний переворот. До 8-ї години ранку організований спротив румунів припиняється, частина підрозділів противника вирвалася з міста, решта здаються в полон.
Згідно радянських даних, в ході бою було вбито до 500 румунських солдатів, захоплено 1400 гвинтівок та автоматів, 40 мінометів та 11 гармат, здалося в полон до 2000 вояків та офіцерів противника. Радянські втрати наводяться як 2 вбитими, 5 зниклими безвісти та 7 пораненими.
Вдень до зайнятого міста входить 5-та мотострілецька бригада (підполковник Саркісян Ашот Мартиросович) 46-ї армії. У часі десанту в Кілію-Нову відбувся й десант 60 моряків на 2-х бронекатерах у Кілію-Стару, однак там спротиву десантники практично не зустріли.